# Edward Brydak
Edward Brydak, ps. „Andrzej”, „Korab”, „Bór”, „Socha”, „Stefan”, „Ludwik” (ur. 27 stycznia 1901 w Rzeszowie, zm. 9 czerwca 1978 tamże) – polski prawnik, w okresie II wojny światowej oficer Armii Krajowej, komendant Obwodu AK Rzeszów. Poszukiwany przez NKWD zbiegł do Olsztyna, gdzie pod przybranym nazwiskiem otrzymał mandat poselski do Krajowej Rady Narodowej. Działacz społeczny.

## Życiorys
Syn Józefa i Agnieszki ze Szczurów, urodził się w rzeszowskim Staromieściu. Od 1912 działał w skautingu. W 1916 roku, mając 15 lat, uciekł z domu i próbował zaciągnąć się do Legionów Polskich, nie został jednak przyjęty z powodu zbyt młodego wieku. 31 października 1918 roku wziął udział w rozbrajaniu żołnierzy austriackich w Rzeszowie, następnego dnia zgłosił się jako ochotnik do formowanego Wojska Polskiego. Jako żołnierz 5 pułku piechoty Legionów uczestniczył w odsieczy Lwowa, był ranny. Następnie uczestniczył w walkach o Wilno i wojnie z bolszewikami. Dwukrotnie ranny, został odznaczony Krzyżem Walecznych.
Po demobilizacji powrócił do Rzeszowa. W 1924 roku zdał eksternistyczną maturę w Gimnazjum im. Kazimierza Morawskiego, po czym podjął studia prawnicze na Uniwersytecie Jagiellońskim, które ukończył w 1928 roku. Od 1932 roku był sędzią Sądu Grodzkiego w Rzeszowie. Działał społecznie, był między innymi prezesem Koła Okręgu Towarzystwa Szkoły Ludowej w Rzeszowie i członkiem Zarządu Głównego TSL, członkiem Polskiej Partii Socjalistycznej.
We wrześniu 1939 roku nie został zmobilizowany, po ucieczce z rodziną do Beresteczka po zakończeniu walk powrócił do Rzeszowa. Przez miesiąc był członkiem działającego pod kontrolą Niemców komisarycznego zarządu miasta. Od października 1939 roku zaangażował się w działalność konspiracyjną, organizując pierwsze struktury podziemne na terenie Rzeszowa. Wraz z Łukaszem Cieplińskim i Władysławem Pańczakiem był jednym z trzech pierwszych żołnierzy obwodu zaprzysiężonych na rotę ZWZ. Od wiosny 1941 do kwietnia 1944 roku był komendantem Obwodu AK Rzeszów, awansował do stopnia kapitana. Od września 1944 roku był referentem politycznym Komendy Obwodu.
Po wkroczeniu wojsk radzieckich, 28 listopada 1944 roku został aresztowany przez kontrwywiad I Frontu Ukraińskiego. Zwolniony 22 stycznia 1945 roku, został kwatermistrzem dywizji AK, formowanej za zgodą władz sowieckich przez Kazimierza Putka. Podczas aresztowania sztabu dywizji 20 lutego udało mu się uciec. Pod przybranym nazwiskiem Andrzej Bugajski (vel Bugayski) wyjechał do Olsztyna, gdzie zaangażował się w działalność Polskiej Partii Socjalistycznej. Został powołany na członka Wojewódzkiej Rady Narodowej w Olsztynie i otrzymał mandat poselski do Krajowej Rady Narodowej. Po ujawnieniu jego prawdziwej tożsamości został aresztowany przez Urząd Bezpieczeństwa i osadzony w więzieniu w Rzeszowie. Zwolniony na mocy amnestii, podjął pracę jako prawnik. Skreślono go z listy adwokatów, prowadził praktykę radcy prawnego. W późniejszym okresie powrócił do działalności społecznej, był również nauczycielem w Technikum Ekonomicznym w Rzeszowie. Zmarł w 1978 roku i został pochowany w grobowcu rodzinnym na cmentarzu parafialnym w Staromieściu.

## Ordery i odznaczenia
- Krzyż Walecznych[4]
- Złoty Krzyż Zasługi (17 stycznia 1939)[5]
- Medal Pamiątkowy za Wojnę 1918–1921[1]

## Upamiętnienie
Jego imię nosi jedna z rzeszowskich ulic.